# Rogachov
Rogachov (del ruso: Рогачëв) es un jútor del raión de Kavkázskaya del krai de Krasnodar, en el sur de Rusia. Está situado en la orilla izquierda del río Chelbas, frente a Kazachi, 12 km al norte de Kropotkin y 131 km al nordeste de Krasnodar, la capital del krai. Tenía 263 habitantes en 2010.
Pertenece al municipio Lósevskoye.